# NGC 5118
NGC 5118 је спирална галаксија у сазвежђу Девица која се налази на NGC листи објеката дубоког неба.
Деклинација објекта је + 6° 23' 34" а ректасцензија 13h 23m 27,4s. Привидна величина (магнитуда) објекта NGC 5118 износи 13,7 а фотографска магнитуда 14,4. NGC 5118 је још познат и под ознакама IC 4236, UGC 8413, MCG 1-34-19, CGCG 44-78, IRAS 13209+0639, PGC 46782.